# NGC 1301
NGC 1301 (другие обозначения — ESO 547-32, MCG -3-9-22, IRAS03183-1853, PGC 12521) — галактика в созвездии Эридан.
Этот объект входит в число перечисленных в оригинальной редакции «Нового общего каталога».
В галактике вспыхнула сверхновая SN 2009hh типа Ic, её пиковая видимая звездная величина составила 16,1.